# 松崎未侑
松崎 未侑（まつざき みゆ、1997年9月18日 - ）は、日本のモデル・文化人。2021  Miss SAKE Japan グランプリ。愛知県立大学外国語学部国際関係学科卒業。

## 略歴
- 1997年 - 愛知県半田市出身
- 2021年 - 愛知県立大学外国語学部4年在学中、2021 Miss SAKE 愛知代表に選出され、ファイナリストとして最終選考会に出場。6月21日、募総数約2000名の中から8代目として2021 Miss SAKE Japan（ミス日本酒）に輝いた。準グランプリにはNACK 5 パーソナリティーの斉藤百香、また男性版Mr SAKEには大阪歯科大学5年の富沢武士がそれぞれ選ばれた。讀賣新聞中部版「日本酒探Q Miss SAKEのオススメ」にて連載コラムを担当するなど幅広い活躍を展開している。

## 人物・エピソード
- 母国語である日本語の他に、英語・ポルトガル語の3ヶ国語を操る。通訳ができる。
- 半田醸造PRアンバサダーを務める
- 大阪・サンパウロ姉妹都市協会主催「第7回ポルトガル語スピーチコンテスト」にて、準優勝
- 京都外国語大学「第36回全日本学生ポルトガル語弁論大会」にて、ブラジル大使館特別賞・準優勝のダブル受賞
- 教育活動に積極的で、外国人児童生徒の学習支援、日本人高校生対象のサマースクール運営、留学先では日本語学校でのボランティア等をそれぞれ半年以上行っている[1][2]

## 講演活動
- 令和3年度　第1回公益財団法人あいち産業振興機構・愛知県中小企業診断士協会連携セミナー 2022 [3]
- Japan Society of Northern California 2022: New Discoveries in Japanese Culture with Miss Sake Japan 2021 [4]
- 名古屋南ロータリークラブ 新年の例会:2021 Miss SAKE トークショー[5]
- 名古屋中ロータリークラブ 例会: 2021 Miss SAKE 講演[6]
- Japanese Cultural Program 2023 at Northampton Community College: The World of SAKE[7]
- ドキュメンタリー映画「かもすひと」: ０合試写会トークショー ゲストMC[8]
- TEDxToyotaKOSEN 2023: One Sip of SAKE Leads to Sustainability[9]
- 金虎酒造 桃虎祭 2023: 「純米vsアル添」日本酒講座 講師[10]
- 伊藤株式会社 亀崎酒蔵祭 2023: 「これからの米農家について」MC[11]

## 出演

### テレビ
- CAC (ケーブルテレビ)の地域密着型情報バラエティ新番組に出演（2021年10月〜）

### プロモーション・YouTube
- 鍋＆SAKEシリーズ（2021年、日本酒造組合中央会）
- 衆議院議員古川元久公式Youtube「着眼大局」
- 日本酒造組合中央会Youtube「全国一斉！日本酒で乾杯！」
- 在日ブラジル人向けメディア Dia a Dia Youtube インタビュー
- 在日インドネシア留学生協会Youtube インタビュー
- 半田醸造飲み比べセット
- 「大好き一宮」PRビデオ（金銀花酒造）
- 日本酒に会う簡単おつまみ対決　審査員・コメンテーター
- マルシェと地酒の集い&発光物語　レポーター

### ラジオ
- ZIP-FM「SWEET VOX」（2021年8月31日（火））

### 新聞
- 読売新聞「日本酒探Ｑ　Miss SAKEのオススメ」連載
- 中日新聞知多版トップ紙面（2021年6月29日）[12]

### 雑誌
- いいかも半田（2021年12月）
- ぶらりぐるり知多半島（2022年）

## 公式リンク
- 松崎 未侑｜2021 Miss SAKE Japan